# 天野川 (大阪府)
天野川（あまのがわ）は、奈良県生駒市の生駒山地に発し、大阪府交野市を通り枚方市で淀川に合流する一級河川。

## 地理
奈良県生駒市の生駒山地を源流とし、大阪府の四條畷市や交野市を通り、北西に流下して枚方市で淀川に合流する一級河川である。流域面積は51.3km²。流路延長は14.90km。
上流域は田園風景の中を蛇行しながら流下する。上流端周辺は関西文化学術研究都市田原地区になっている。
中流域は山付区間で渓流景観を呈している。中流域の交野市には名勝の磐船峡、府民の森ほしだ園地、いわふね自然の森スポーツレクリエーションセンターなどがある。
かつて、中流域・交野市私市の「磐船神社」付近は、天野川・国道168号ともに急峻・狭隘でボトルネックだった。 また、磐船神社前の国道は離合渋滞の名所であり、 川幅も御神体の巨岩が跨ぐほど狭く、過去にはたび重なる氾濫により、社殿・宝物などの流失が続いていた。1997年（平成9年）に道路改良工事と河川防災工事が竣工し、磐船神社の手前でバイパスされ、河川・国道ともに東側の山中をトンネルが貫いている。

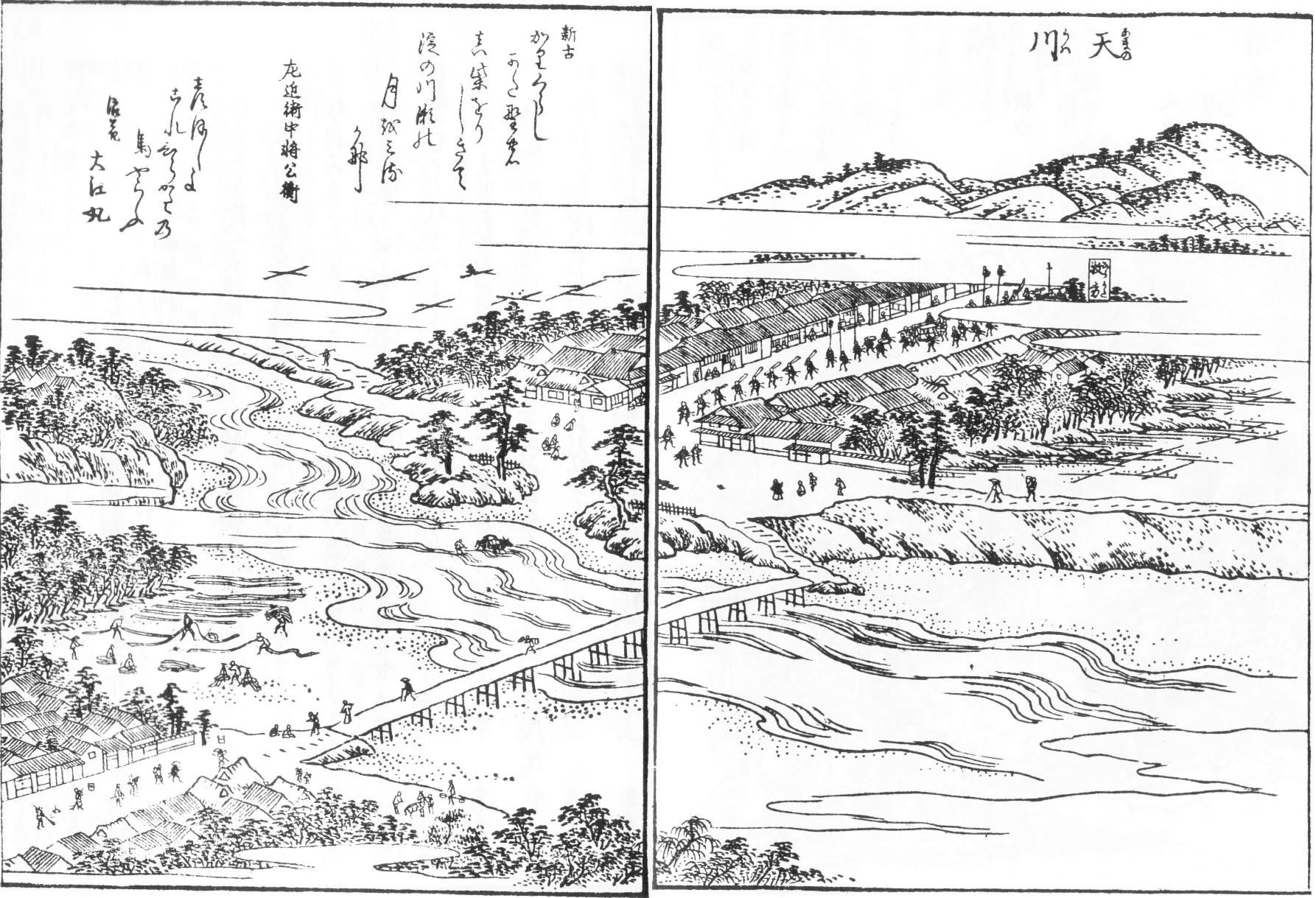
河内名所図会「天川」（あまのかわ）に描かれる鵲橋（かささぎ橋）

下流域は大部分が市街化した丘陵地になっている。特に下流域では天井川となるため高い堤防で整備されている。また、京阪交野線（中流から）と国道168号が並行する。

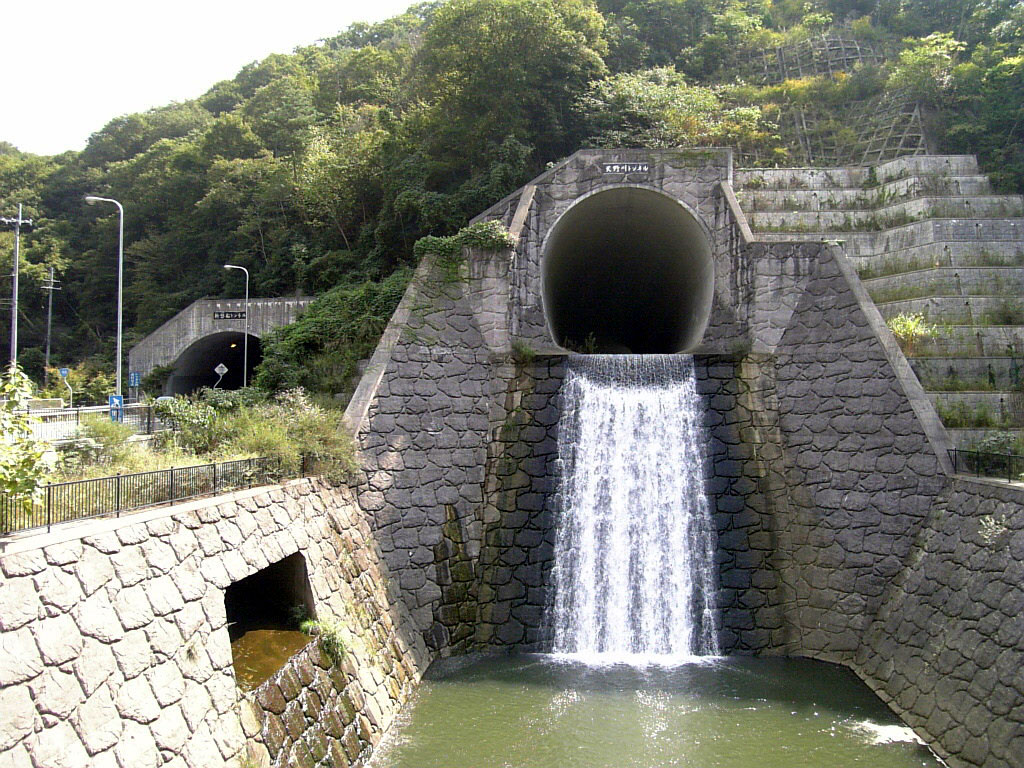
交野市私市の「天野川トンネル」。左は国道168号の「新磐船トンネル」。 本来の河川・旧国道は写真右方向の谷沿いを通っている。

## 名前の由来
その名前の由来は定かではないが、一説にはかつて稲作が始まった頃に、流域の一部が「甘野」と呼ばれており、そこを流れる川であることから「甘野川」と呼ばれていたことが由来とされる。『伊勢物語』に、在原業平が天野川のことを「天の河原」と詠んだ歌が収録されているなど、遅くとも平安時代にはこの川を星空に見える「天の川」になぞらえていたことがうかがえる。
その流域には、七夕伝説や星に関わりのある地名や史跡等が多く残る。